# Helénicas de Oxirrinco

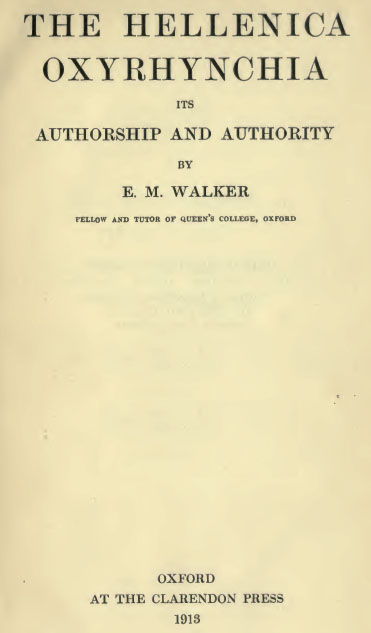
Helénicas de Oxirrinco. E. M. Walker

Las Helénicas de Oxirrinco son una obra de Historia de Grecia de autor desconocido que comprende acontecimientos entre finales del siglo V a. C. y principios del siglo IV a. C., como continuación de la obra de Tucídides. Los escasos fragmentos conservados entre los papiros de Oxirrinco se refieren a combates navales durante la guerra jónica (última fase de la guerra del Peloponeso) y a los orígenes y estallido de la guerra de Corinto entre los años 397 y 395 a. C.
Como se desconoce tanto el autor como el título original de la obra, han recibido el nombre de Historiador de Oxirrinco y Helénicas de Oxirrinco, respectivamente. Hoy en día se considera a Cratipo de Atenas el autor más probable.

### Citas
1. ↑  P.Oxy. 842 [= The Oxyrhynchus Papyri. en Egypt Exploration Society in Graeco-Roman Memoirs, vol. V, 1908, nº 842].
2. ↑  PSI 1304 [= Papiri greci e latini. en Società Italiana per la Ricerca dei Papiri Greci e Latini in Egitto, vol. XIII, 1953, nº 1304].
3. ↑  P.Cair 26/6/27/1-35 [= Service des Antiquités de l'Égypte, Catalogue Général des Antiquités égyptiennes du Musée du Caire].
4. 1 2  Meister: op cit.
5. ↑  Goligher: op. cit.
6. ↑  Harding: op. cit.
7. ↑  Westlake: op. cit.